# قنطيون خشن الأوبار
قنطيون خشن الأوبار (الاسم العلمي:Canthium strigosum) هو نوع من النباتات يتبع جنس القنطيون من الفصيلة الفوية.